# ケーブル

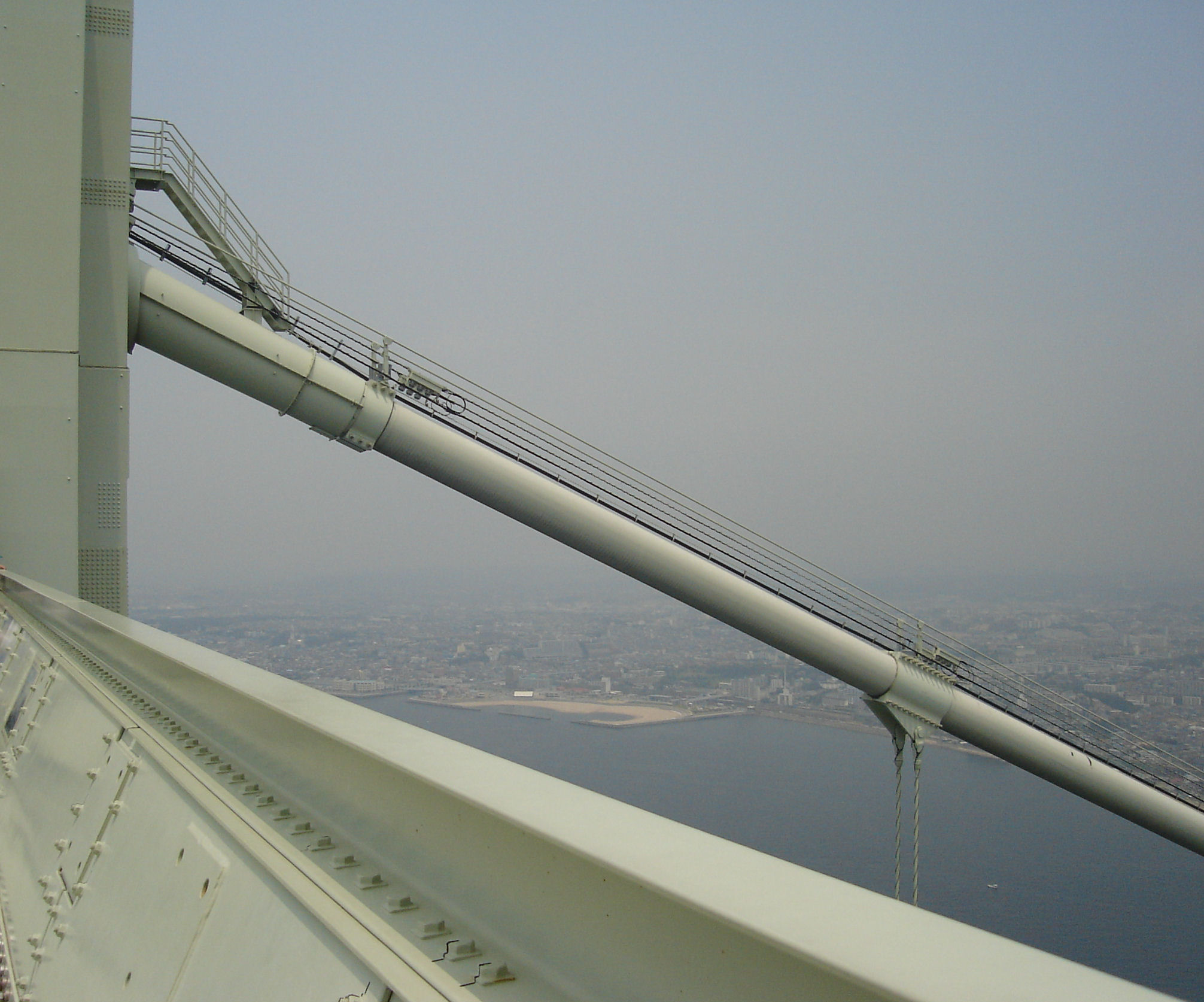
吊橋のケーブル

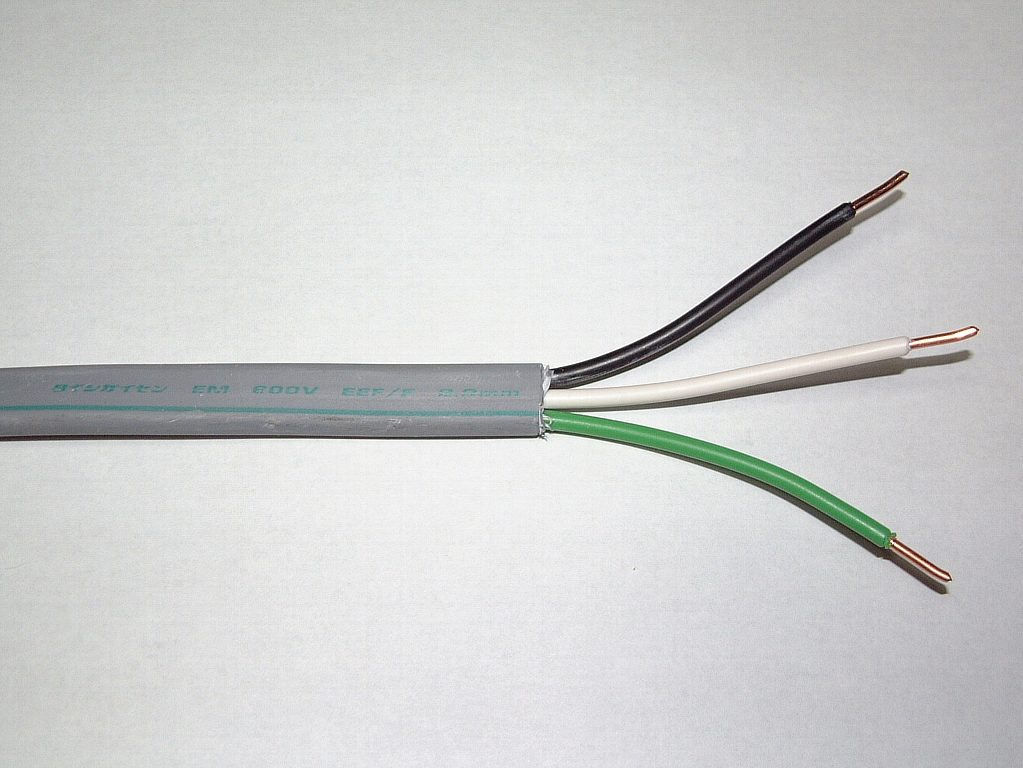
電力ケーブルの例（EM-EEFケーブル）

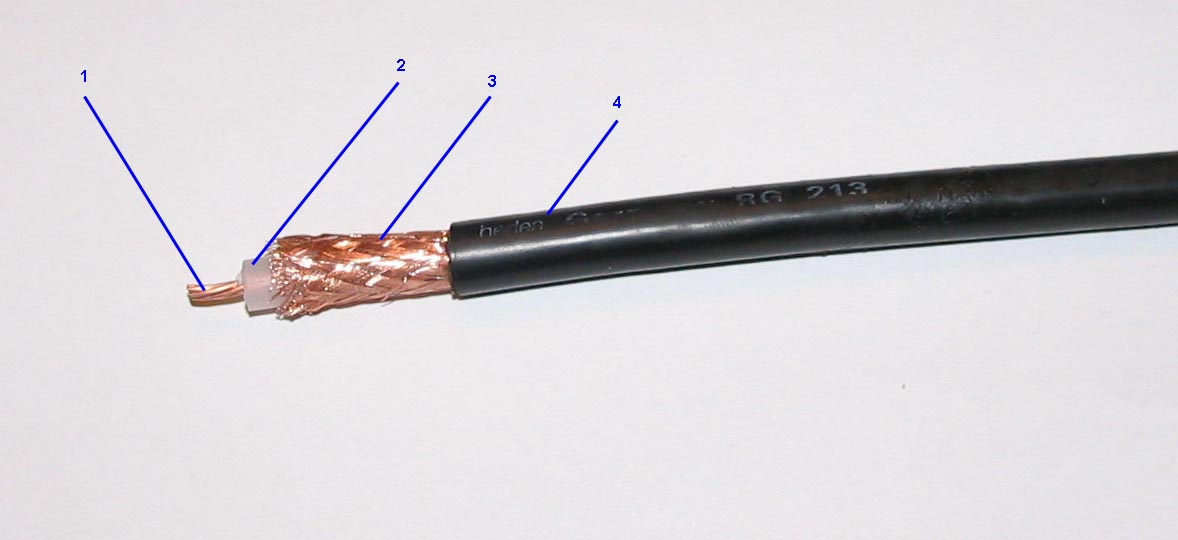
同軸ケーブル

ケーブル (cable) は、ロープ、絶縁体と保護被覆で覆われた電線、および光ファイバーの総称である。鉄線や鋼線を使ったものは鉄索（てっさく）・鋼索（こうさく）とも呼ぶ。
同じ太さの1本の金属棒に比べ、柔軟で曲げることができる。

## 用途

### 吊り下げ・牽引・支持
針金やピアノ線をより合わせたものを使い、吊橋、クレーン、ウインチ、ケーブルカー、索道などに用いられる。
また、必ずしも一般的な区分ではないが、航空機等のいわゆるフライ・バイ・ワイヤにおける「ワイヤ」が電線のことを指すのに対し、機械的に直接動きを伝えるためのものを「ケーブル」と呼ぶ（分野にもよるが、たとえば自転車などで「ワイヤ」と呼ばれているものは、この呼び分けでは「ケーブル」になる）。

### 送電
送電用のケーブルの電気伝導体には、電気伝導性の高い銅やアルミニウム合金を使う。機器内部などを除き、送電用の電線（送電線）は銅線を寄りあわせたケーブルである（VVFケーブルなど、機器外部に使われる電線でも銅単線のものがある）。絶縁体でケーブルが覆われたものを電纜（）と呼ぶ。
- 架橋ポリエチレン絶縁ビニルシースケーブル
- キャブタイヤケーブル

### 通信
通信用のケーブルには銅線や光ファイバーを使う。有線電気通信設備令（有線電気通信法）において通信用ケーブルとは、光ファイバー並びに光ファイバー以外の絶縁物及び保護物で被覆されている電線である。
海底ケーブルやケーブルテレビに利用される。
- メタリックケーブル
- 光ケーブル
- ツイストペアケーブル
  - イーサネット・クロスオーバー・ケーブル
- 同軸ケーブル

## 盗難
送電、通信ケーブル類は、再生利用が可能で比較的高価格で取引されている銅線が使われている場合が多いため盗難に遭いやすい。ブラジルの例では、2016年にリオデジャネイロオリンピックの開会式が開催されたエスタジオ・ド・マラカナンスタジアムが閉幕後、管理が手薄になると途端にケーブル類が盗難に遭った。日本でも東日本大震災発生時に立ち入り制限区域などで送電線などの盗難が複数発生したことをはじめ、比較的人目のつく場所でも送電線が盗まれるなど被害は少なくない。
日本では2020年代に太陽光発電所から銅線が盗まれる事件が多発したため、伝導率が低下するデメリットを踏まえた上で、盗難対策として銅線からアルミ線に切り替える事例も見られた。